# Cephalodromia scutellaris
Cephalodromia scutellaris is een vliegensoort uit de familie van de Mythicomyiidae. De wetenschappelijke naam van de soort is voor het eerst geldig gepubliceerd in 1926 door Bezzi, oorspronkelijk geplaatst in het geslacht Cyrtosia.